# Fiume Tescio (parte alta)
Il Fiume Tescio (parte alta) è un Sito di Interesse Comunitario (SIC) interno al Parco regionale del Monte Subasio, il cui Piano di Gestione è stato approvato dalla Regione Umbria al fine di proteggere e conservare i sei habitat in esso individuati. Il sito è classificato nella Rete europea Natura 2000 con il codice IT5210022, a cui si rimanda per la classificazione dettagliata, ed è stato designato Zona Speciale di Conservazione (ZSC) nel 2014 dal Ministero dell’Ambiente a seguito della Direttiva Habitat della Comunità Europea. In ogni sito (SIC-ZSC) vengono individuati tipologie di habitat floristici e di specie animali e vegetali di particolare interesse conservazionistico, già precedentemente classificati secondo criteri di omogeneità tipologica.

## Territorio
Il sito Fiume Tescio  (parte alta) ha una superficie di circa 82 ettari e interessa il tratto di fiume compreso fra le località Pian della Pieve, nel comune di Assisi, e Case Torre, nel comune di Nocera Umbra. Il corso d’acqua, che origina sul versante orientale del Monte Subasio a 871 m. l. m. in un’area particolarmente ricca di sorgenti, fossi e torrenti, è affluente di sinistra del fiume Chiascio. È caratterizzato da un regime stagionale con notevoli variazioni della portata in funzione delle condizioni climatiche ed il periodo di magra può protrarsi fino a 6-7 mesi, in estate l’alveo si presenta completamente asciutto.
In quest’area, il Tescio scorre fra versanti dalla morfologia aspra, contraddistinti da affioramenti marnoso-arenacei e, più a valle, da calcari con componenti argillose. I versanti sono ricoperti di boschi che, a seconda dell’esposizione e delle caratteristiche geologiche e microclimatiche, sono caratterizzati da specie e associazioni vegetali differenti (habitat). Lungo il corso del fiume è possibile osservare numerosi lembi di vegetazione, interessanti esempi di boscaglia ripariale diffusa nei fiumi minori appenninici.

## Habitat
Il sito è caratterizzato dai seguenti habitat, costituiti da particolari tipologie di vegetazione:
- Habitat 3150 - Laghi eutrofici[9] naturali con vegetazione del Magnopotamion o Hydrocharition. È «costituito da vegetazione acquatica che si sviluppa in ambienti lacustri o palustri con acque stagnanti eutrofiche generalmente ricche di basi»[10].

- Habitat 3260 - Fiumi delle pianure e montani con vegetazione del Ranunculion fluitantis e Callitricho-Batrachion. È caratterizzato da comunità vegetali a dominanza[11] di specie acquatiche presenti nei corsi d’acqua da corrente con velocità più o meno accentuata[12].

- Habitat 3270 - Fiumi con argini melmosi con vegetazione del Chenopodion rubri p.p. e Bidention p.p.[13] «Comprende le specie erbacee che si sviluppano sulle rive dei corsi d'acqua periodicamente emerse dove i sedimenti ancora umidi sono ricchi di nutrienti (soprattutto nitrati). Da un anno all'altro queste comunità vegetali possono mutare in superficie e distribuzione in funzione dell'idrologia e del rimodellamento morfologico delle sponde»[14].

- Habitat 5130 - Formazioni a Ginepro comune (Juniperus communis) su lande o prati calcicoli[15]. È costituito dagli arbusteti di ginepro più o meno densi tipicamente associati alle praterie. L’habitat è molto diffuso in Umbria e in espansione negli ambienti collinari e montani su suoli aridi e poco profondi. Si tratta di un paesaggio vegetale di origine secondaria, ovvero dovuto all’intervento umano, ed il cui mantenimento è subordinato alla presenza delle attività di pascolo in assenza delle quali questa vegetazione viene progressivamente sostituita dal bosco[16].

- Habitat 6430 - Bordure planiziali[17], montane e alpine di megaforbie idrofile. È composto da alte erbe a foglie grandi, le megaforbie appunto, che si sviluppano lungo le sponde di corsi d’acqua o al margine di boschi ripariali in suoli umidi e ricchi di nutrienti[18].

- Habitat 92A0 - Foreste a galleria di Salice bianco (Salix alba) e Pioppo bianco (Populus alba). È costituito dai boschi ripariali a dominanza[11] di salici e pioppi che si sviluppano lungo le sponde dei fiumi e dei laghi. Quando le chiome delle piante, situate sulle opposte sponde di un fiume, si toccano, danno origine ai cosiddetti “boschi a galleria”[19].

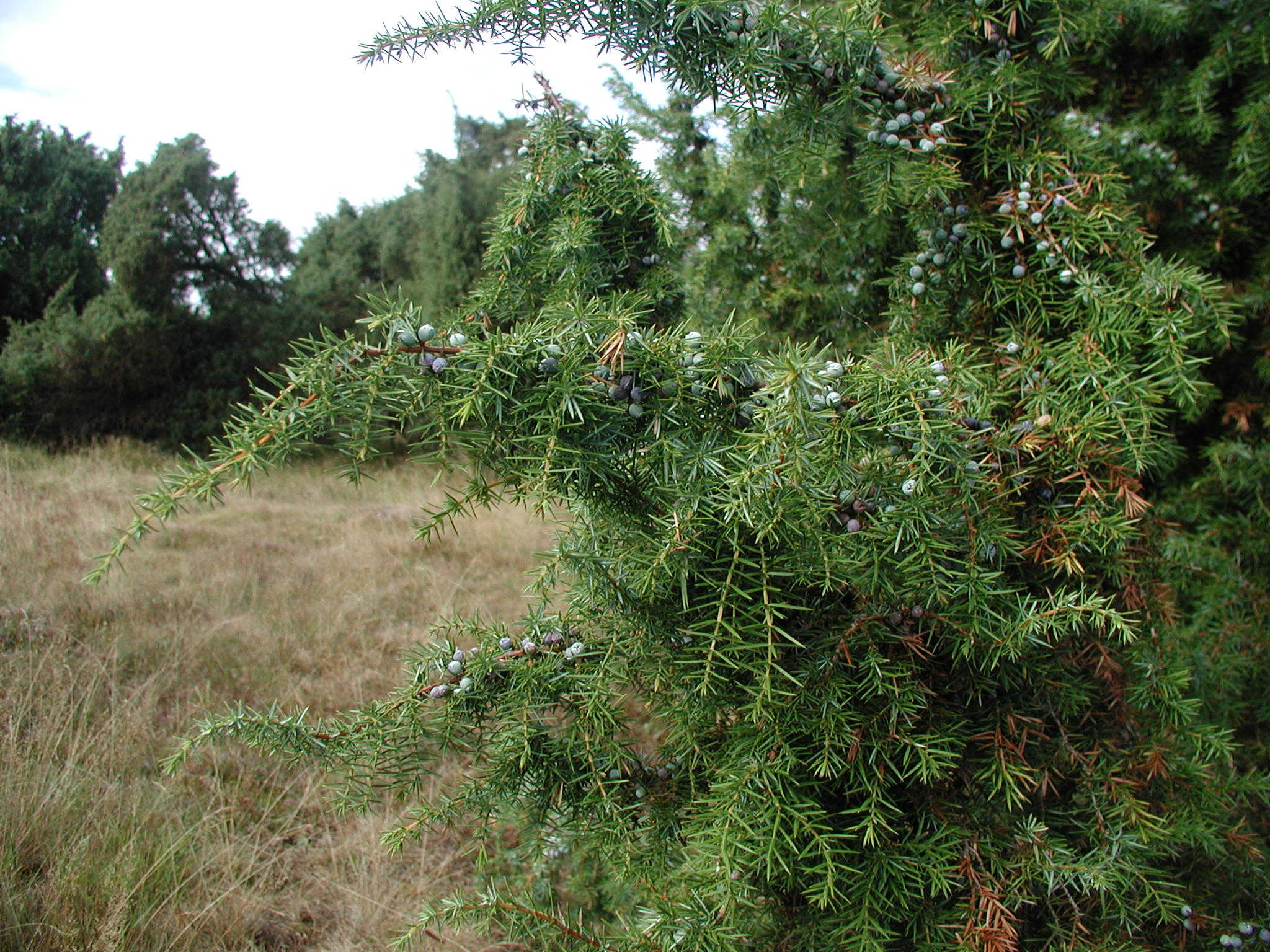
Ginepro comune
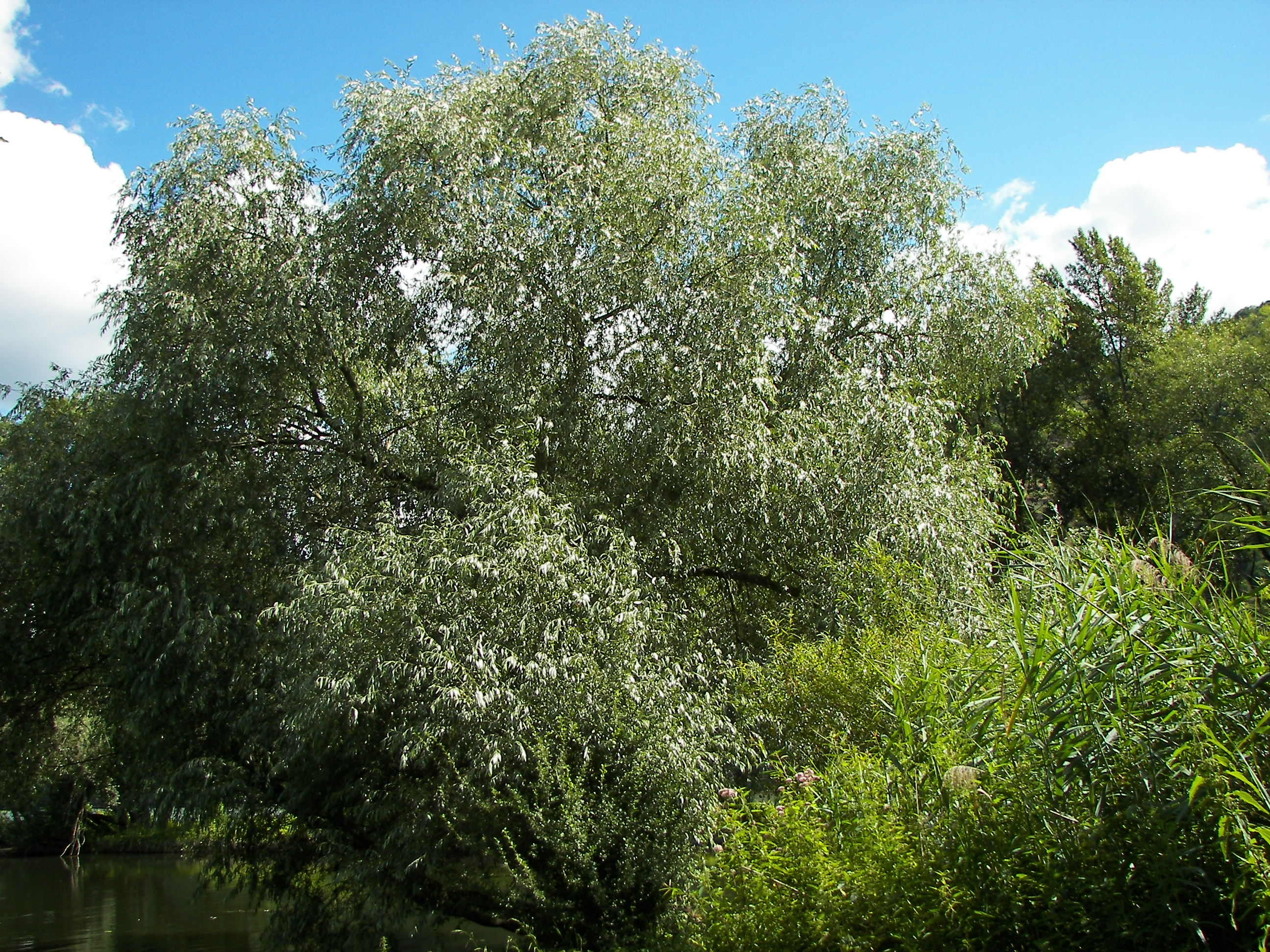
Salice bianco
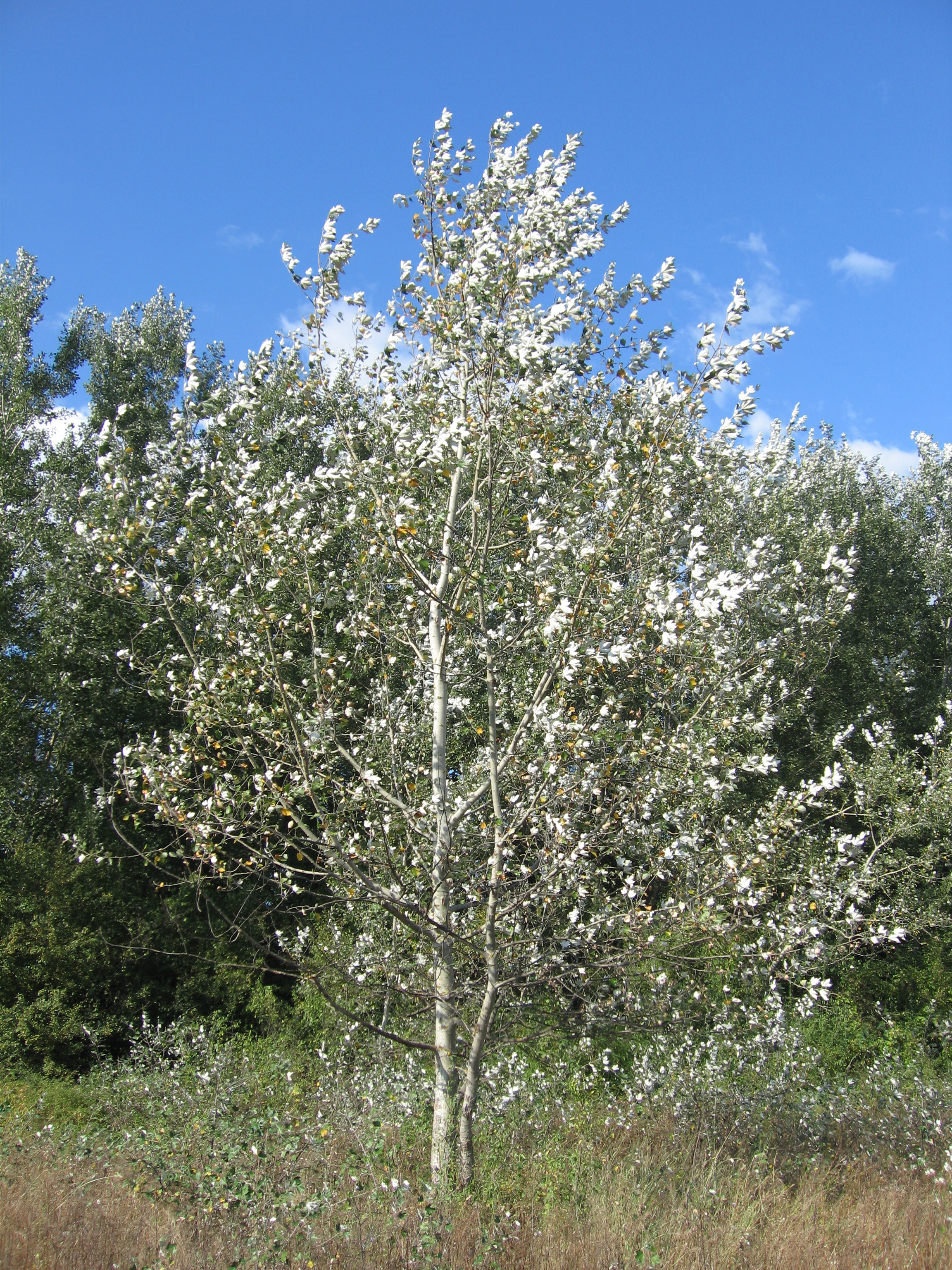
Pioppo bianco

## Flora
È segnalata la presenza, fra le altre, di piante di rilevante interesse floristico vegetazionale a livello regionale, come l'Orchidea acquatica (Orchis palustris), il Galletto di palude (Orchis laxiflora), il Caglio delle paludi (Galium palustre) e la Polmonaria della Vallarsa (Pulmonaria vallarsae).

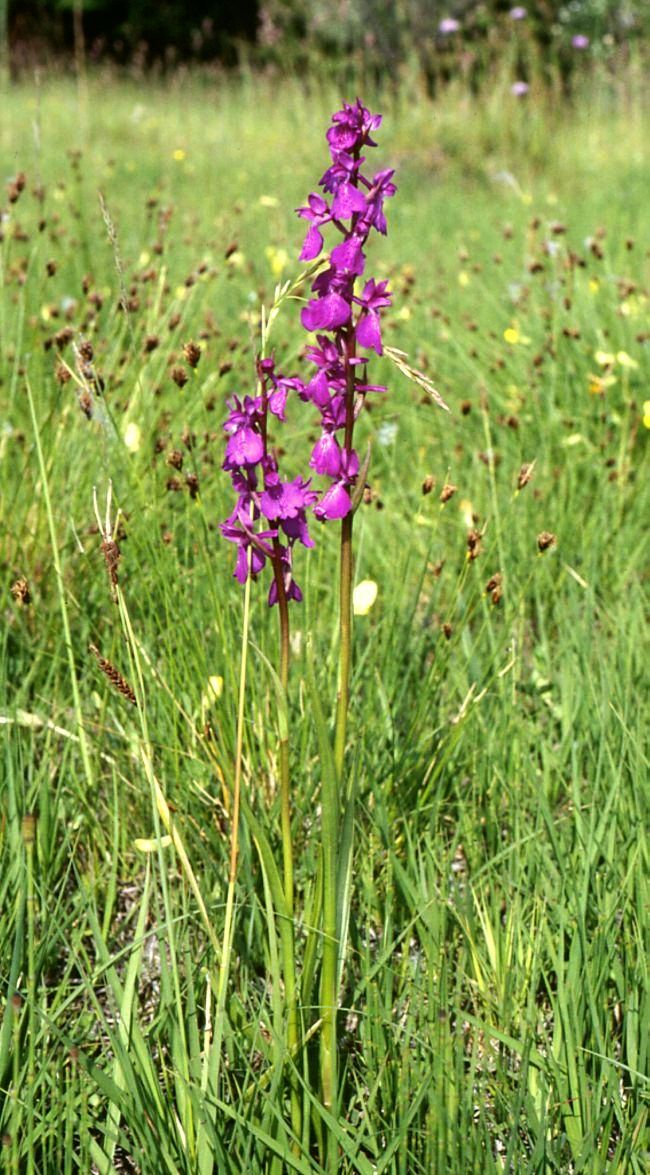
Orchidea palustre
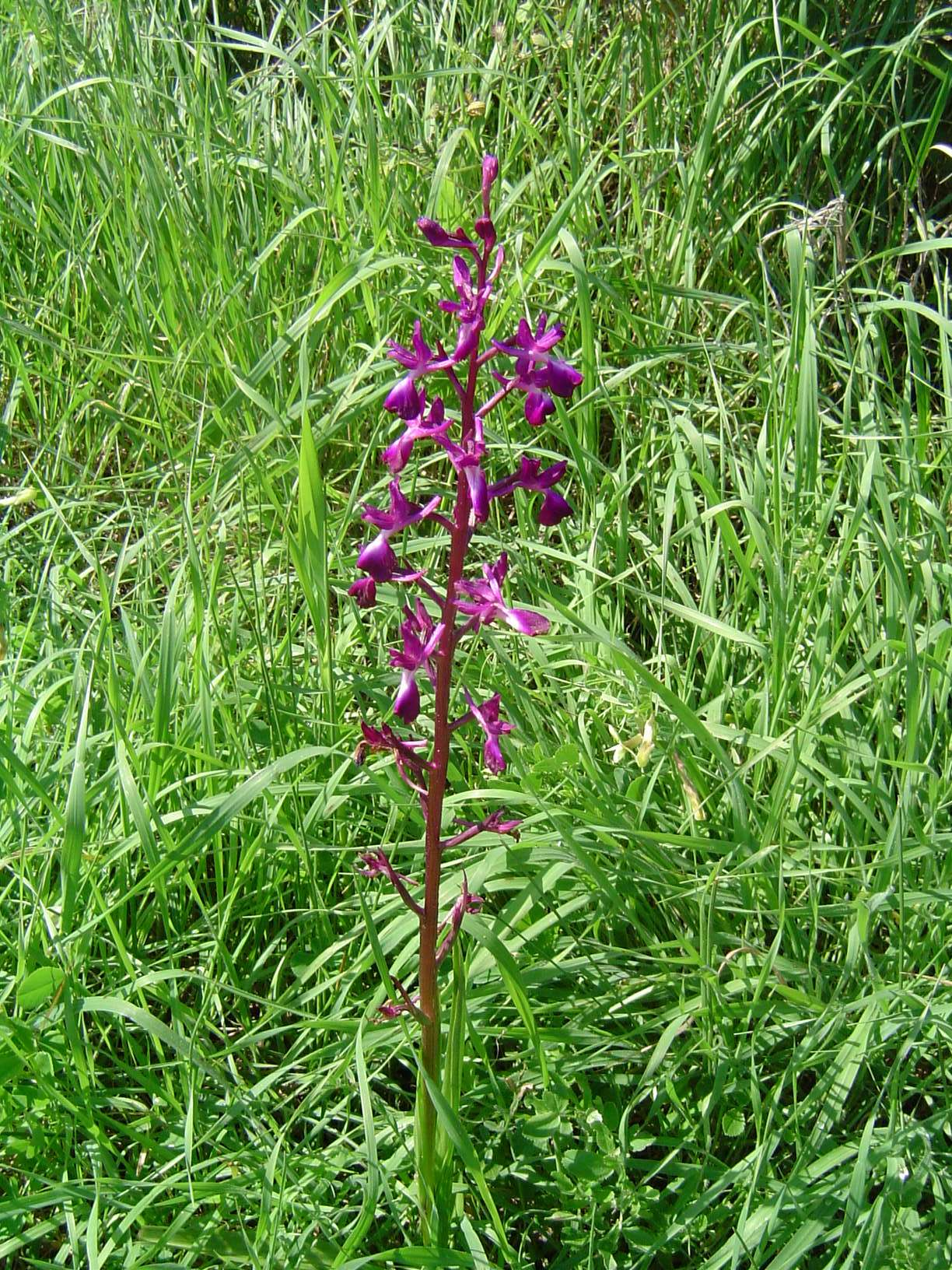
Galletto di palude
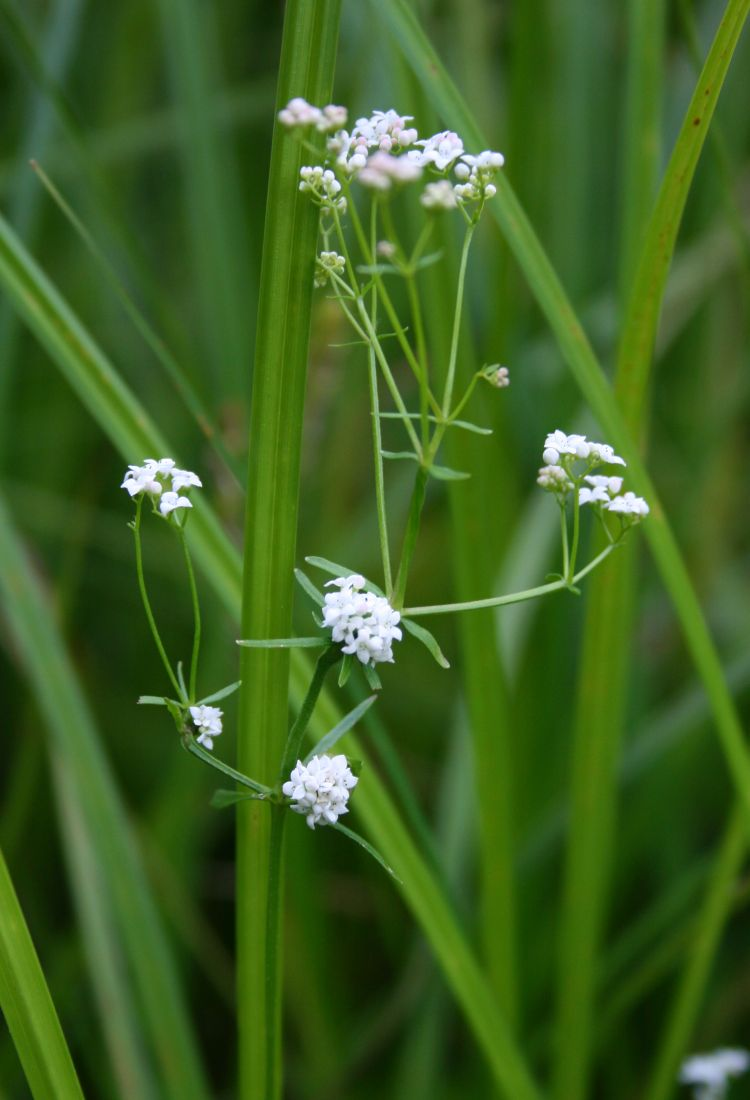
Caglio delle paludi

## Fauna
Sono numerose le specie animali di interesse comunitario e conservazionistico segnalate all’interno del sito Natura 2000.

### Invertebrati
Per le caratteristiche ecologiche ben conservate, l’area presenta gli habitat ideali per alcune specie di farfalle rare e a rischio: la Arge (Melanargia arge), la Zerinzia (Zerynthia polyxena) e la Callimorfa era (Callimorpha (Euplagia, Panaxia) quadripunctaria*). Nei boschi ben conservati, con alberi vecchi e marcescenti, sono presenti due specie di Coleotteri di interesse comunitario: il Cervo volante (Lucanus cervus) e il Cerambice della quercia (Cerambyx cerdo). Nelle acque fresche e prive di inquinamento del Tescio è segnalato il raro Gambero di fiume (Austropotamobius pallipes).

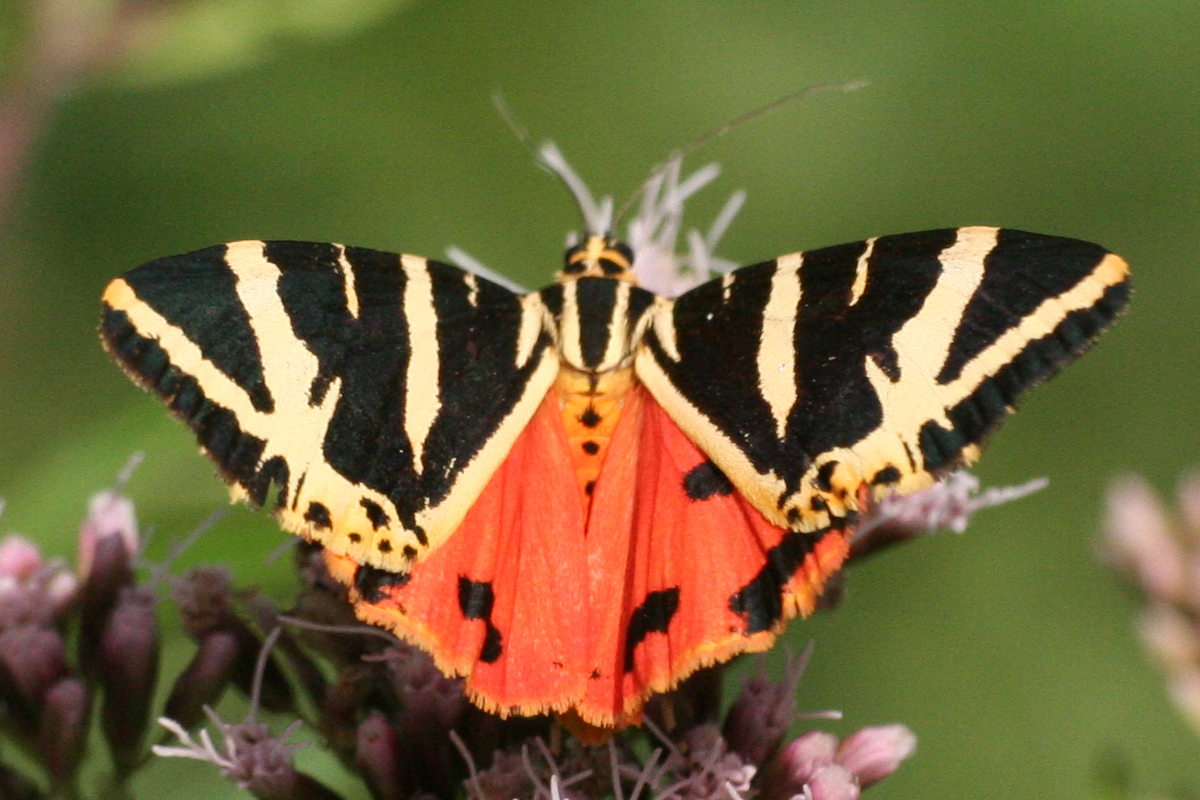
Callimorfa era
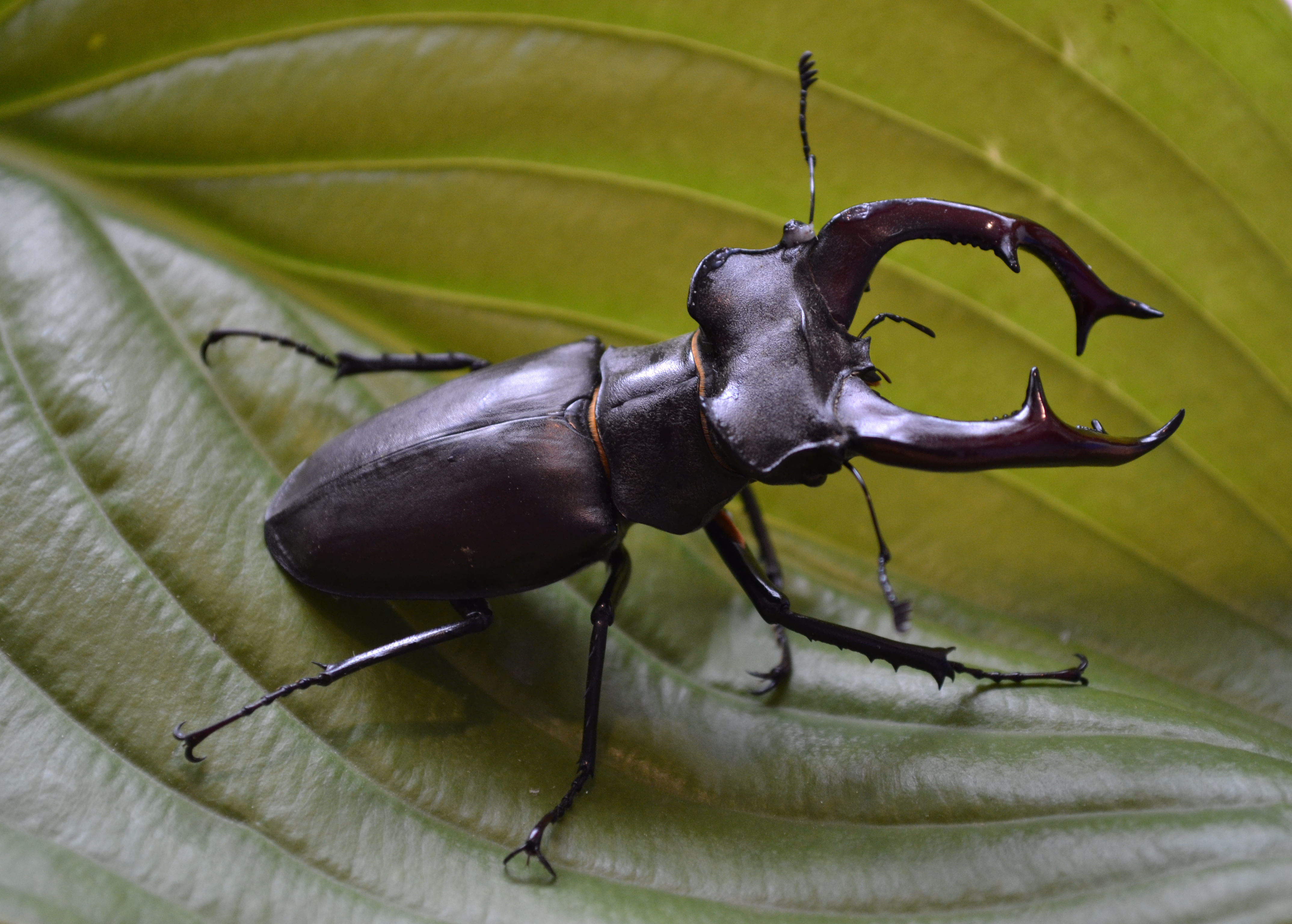
Cervo volante
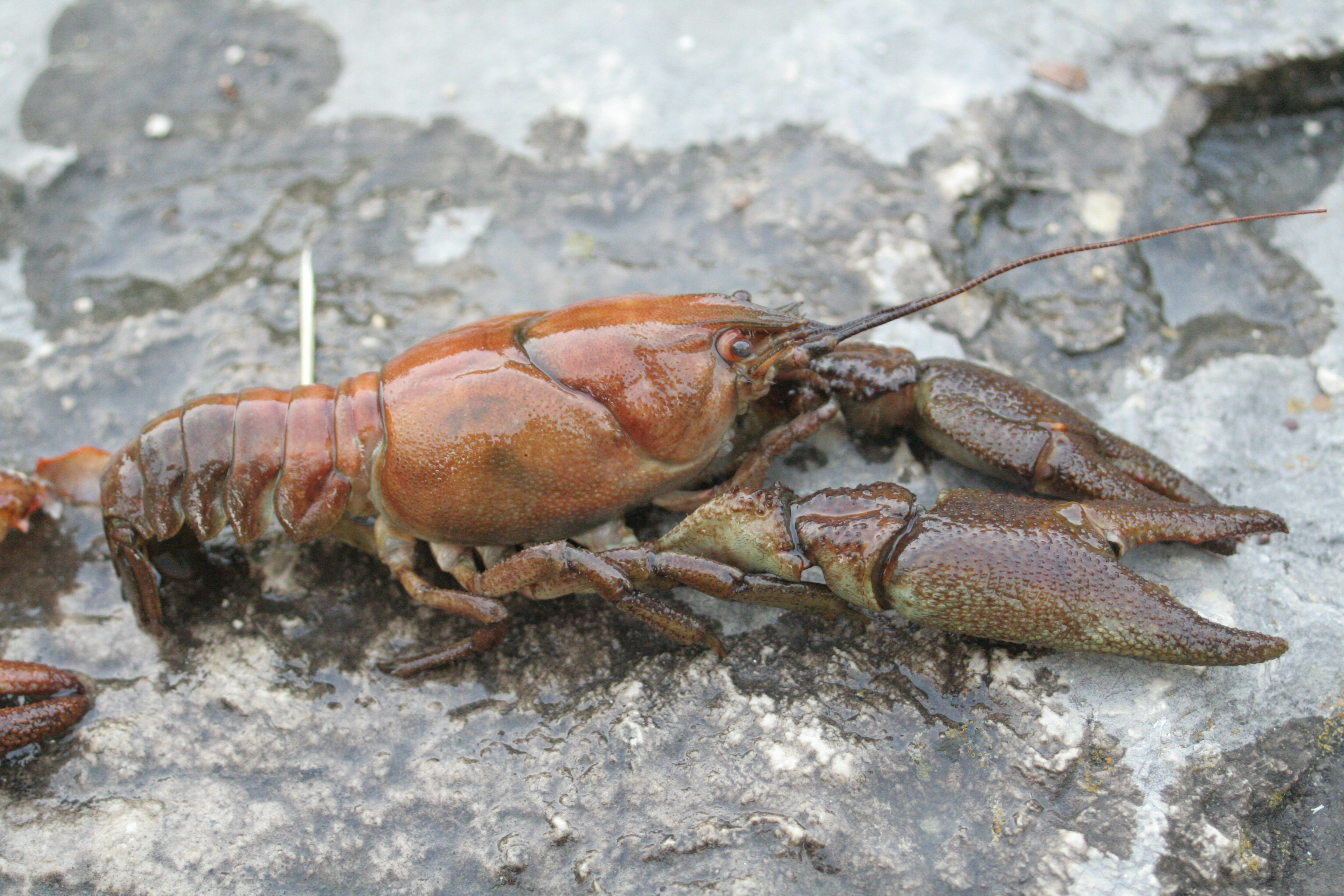
Gambero di fiume

### Pesci
Il tratto di fiume Tescio tutelato dal sito Natura 2000, caratterizzato da acque limpide prive di inquinamento, fresche e con rapida corrente è habitat ideale per il Ghiozzo (Neogobius nigricans),  il Vairone (Leuciscus souffia) e la Trota (Salmo trutta trutta), pesci tipici dei corsi d’acqua con corrente vivace e fondale di ciottoli.

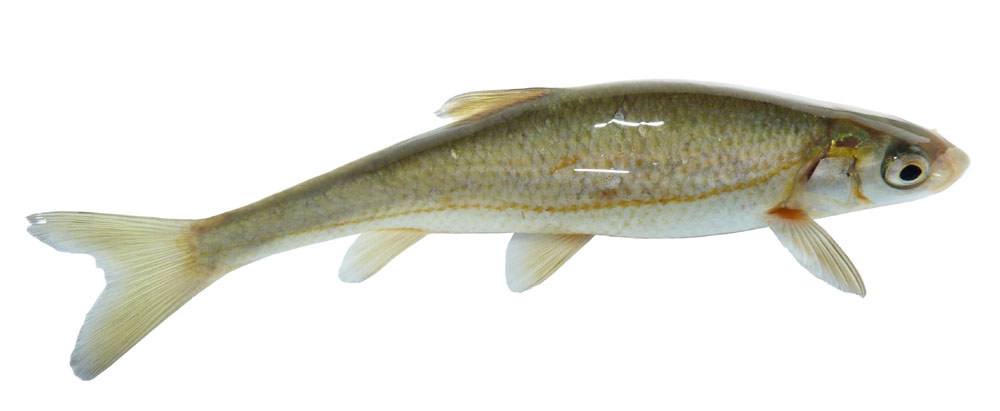
Vairone
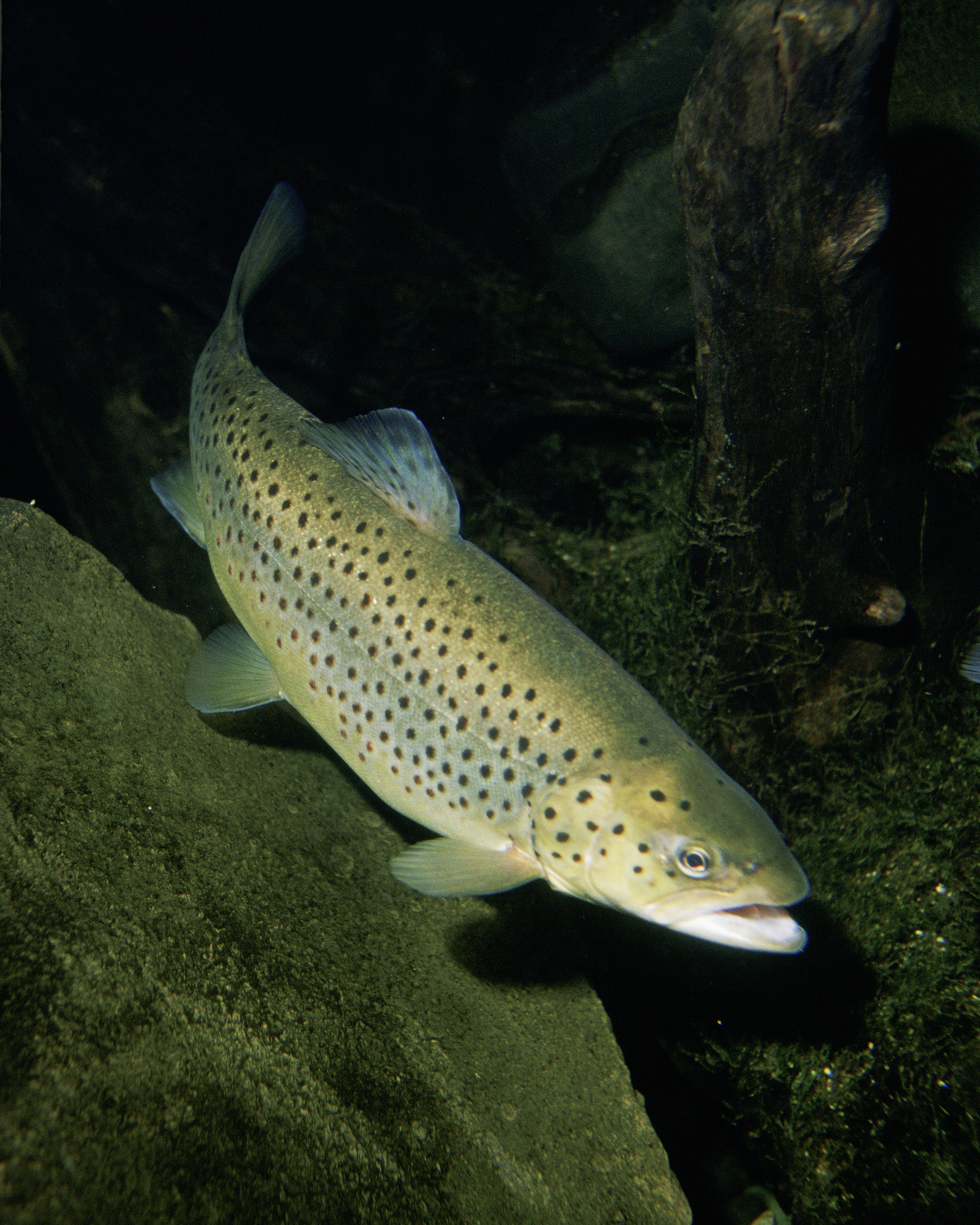
Trota

### Anfibi
Fra gli Anfibi nell’area è segnalata la presenza del Tritone crestato (Triturus carnifex) che frequenta i boschi con piccoli specchi d’acqua (spesso lo si trova in antichi fontanili) dove si riproduce. La specie è minacciata a causa dell’inquinamento e delle trasformazioni ambientali che riducono la presenza delle zone adatte alla riproduzione. Sono presenti anche il Rospo comune (Bufo bufo), la Rana di Berger (Pelophylax bergeri), la Rana appenninica (Rana italica) e la Rana agile (Rana dalmatina) il cui stato di conservazione a livello nazionale è in peggioramento a causa delle trasformazioni ambientali operate dall’uomo. È, fra le specie di rana italiche, la meno legata all'ambiente acquatico, frequenta infatti i boschi e i prati, entrando in acqua solo nel periodo della riproduzione fra gennaio ed aprile.

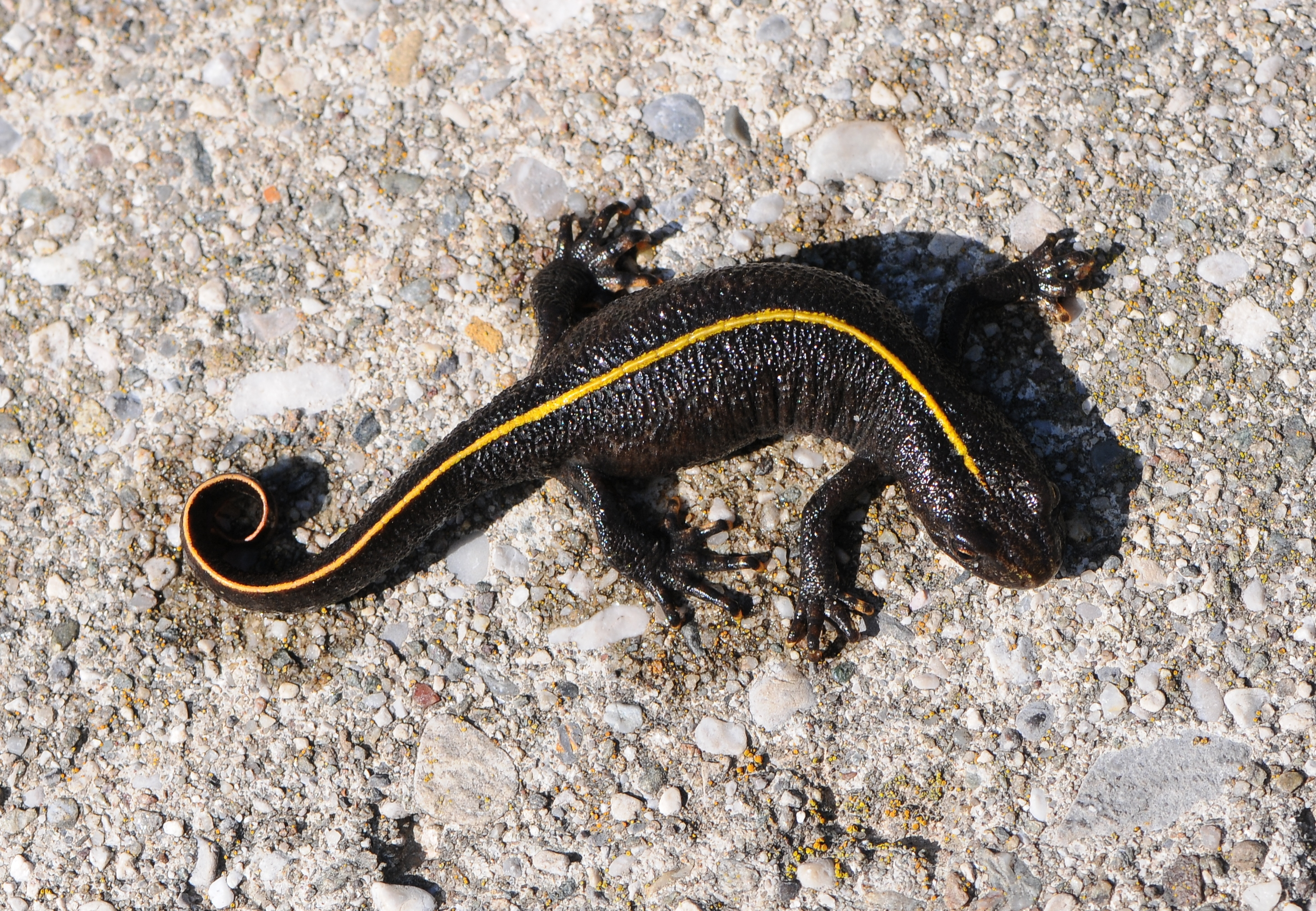
Tritone crestato
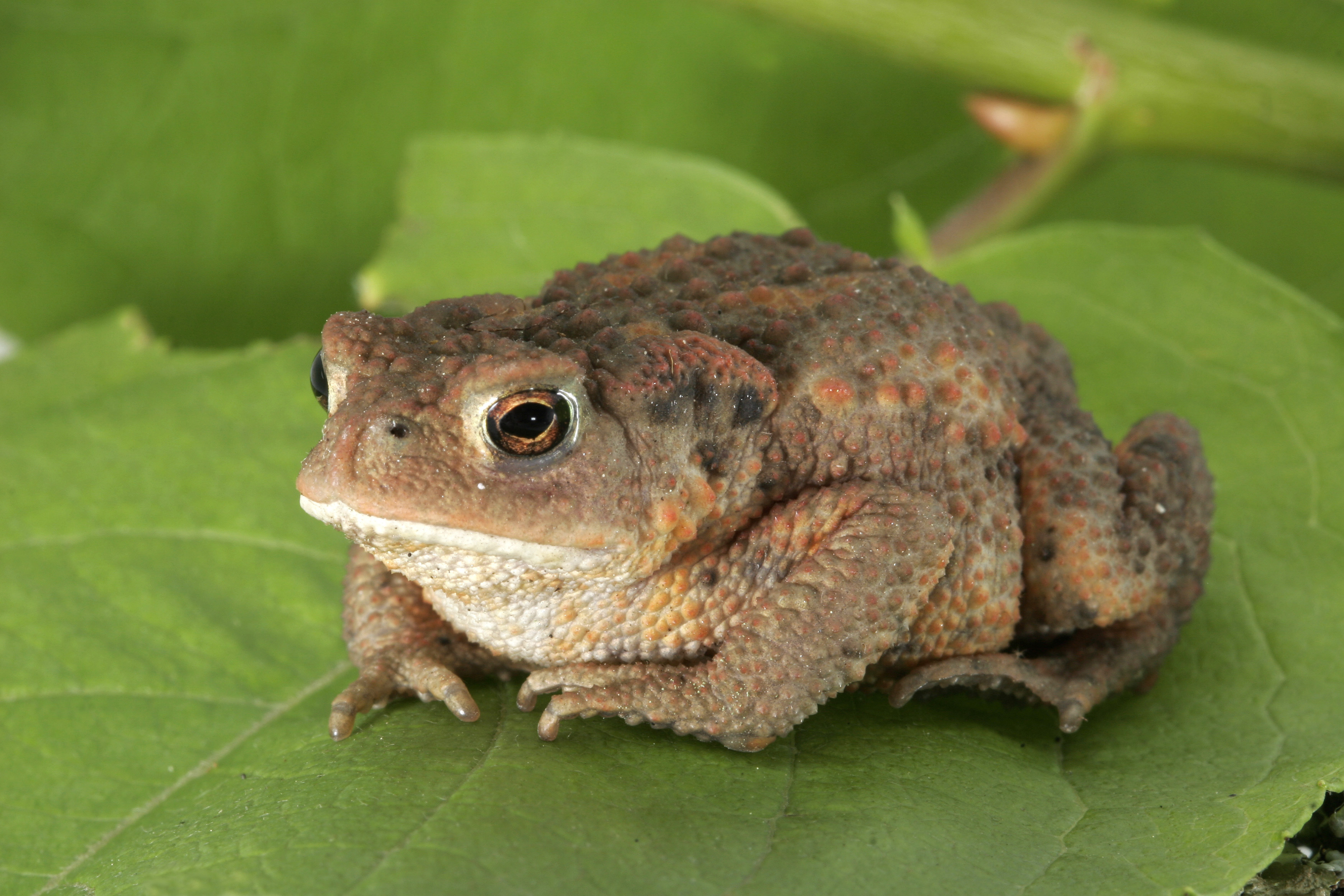
Rospo comune
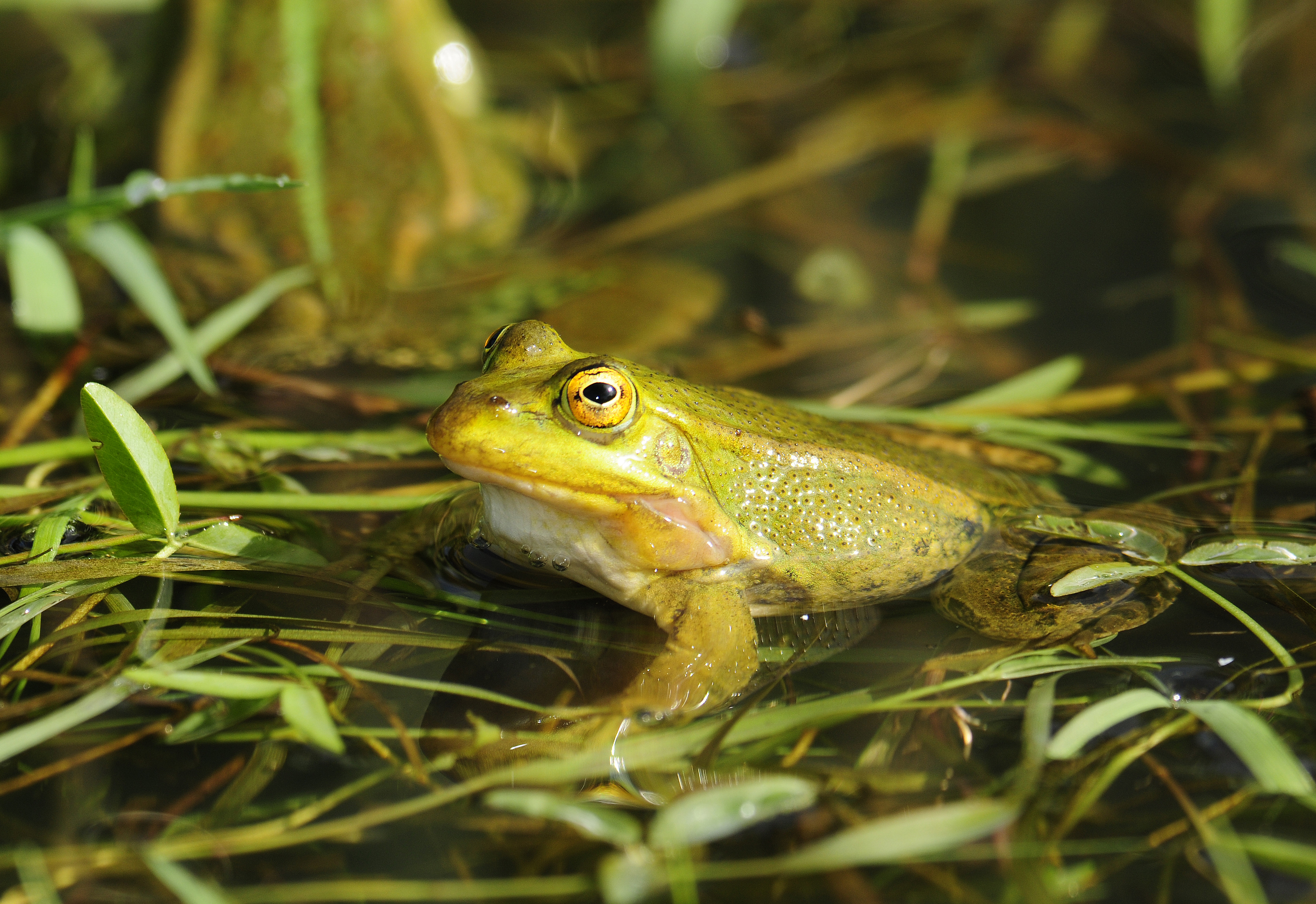
Rana di Berger
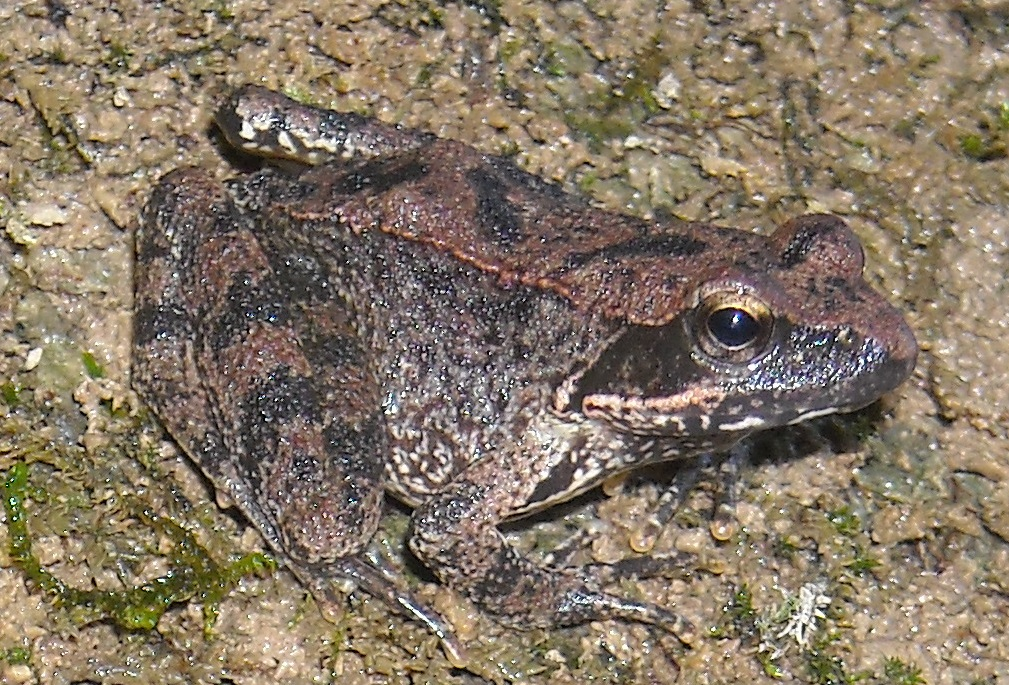
Rana appenninica
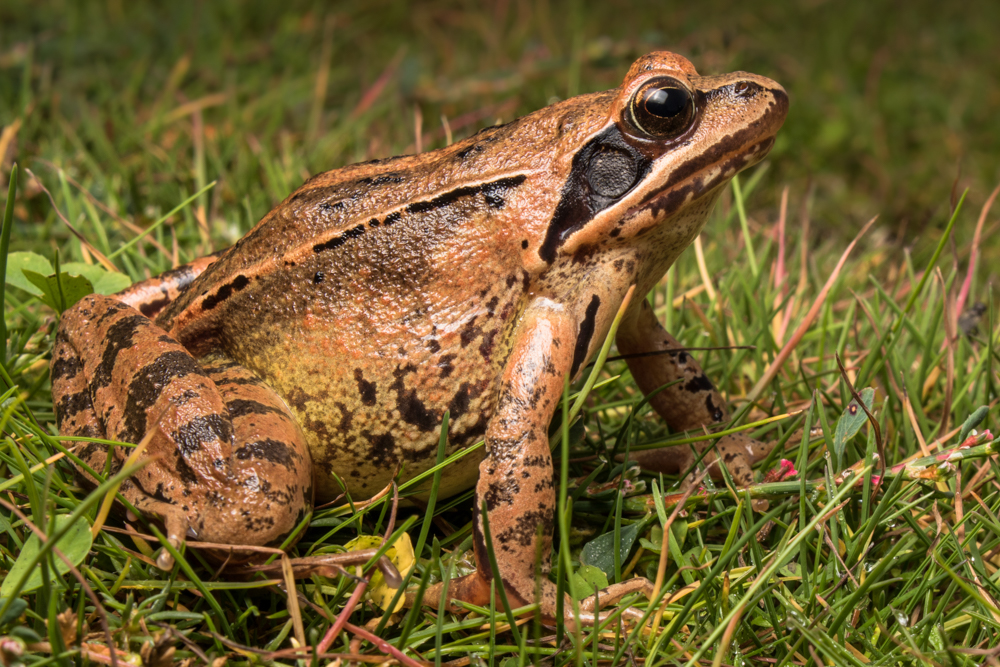
Rana agile

### Mammiferi
Numerose specie di Mammiferi frequentano i boschi e le radure della valle del Tescio, in particolare è segnalata la presenza del Lupo (Canis lupus italicus), dell’elusivo Gatto selvatico (Felis silvestris), della rara Puzzola (Mustela putorius), dell’Istrice (Hystrix cristata) e della Donnola (Mustela nivalis).

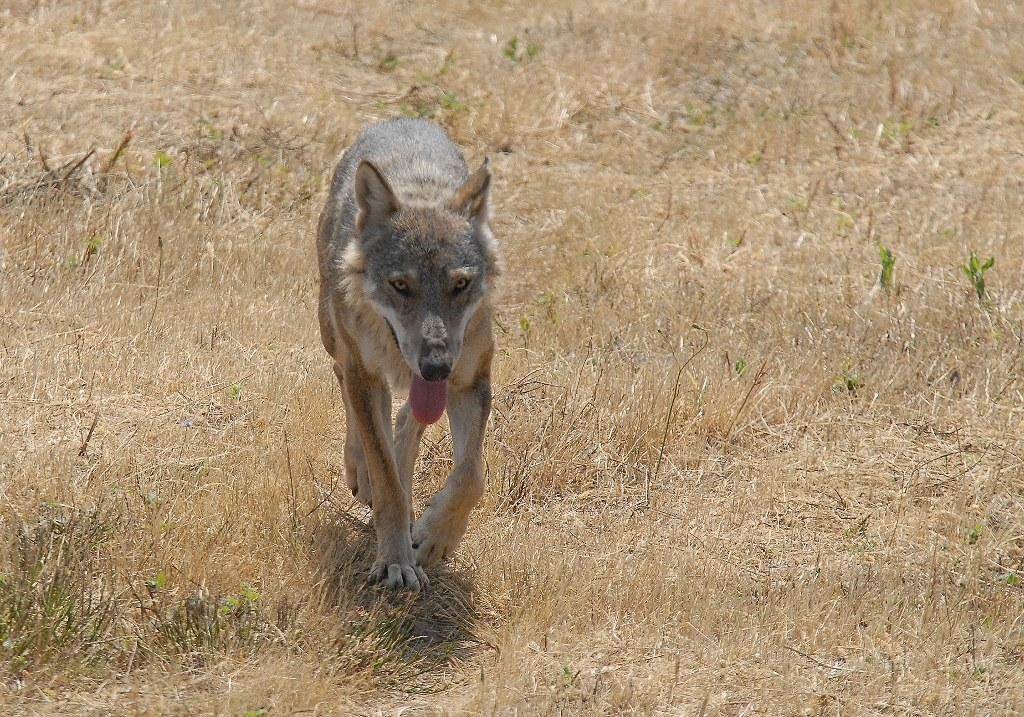
Lupo
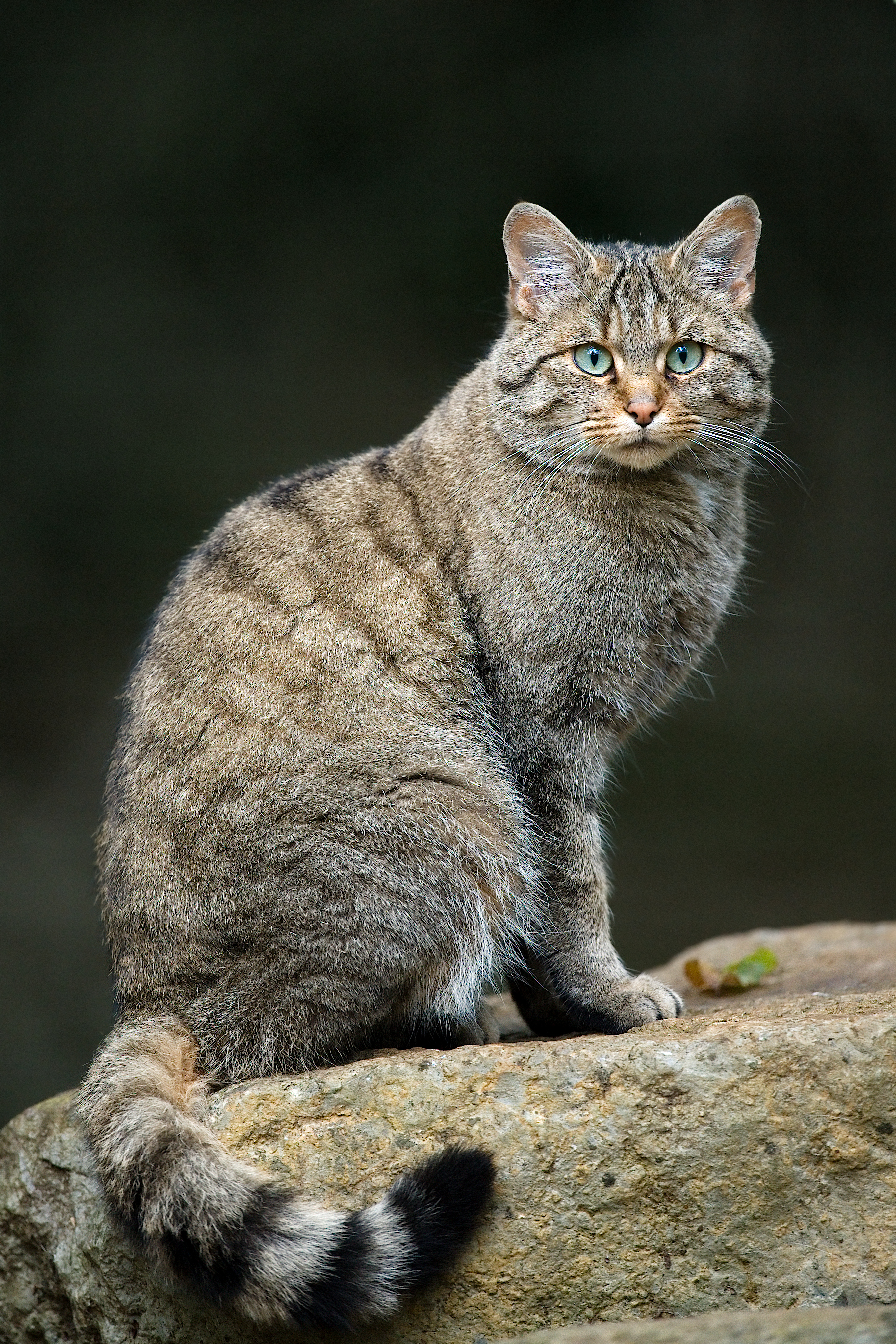
Gatto selvatico
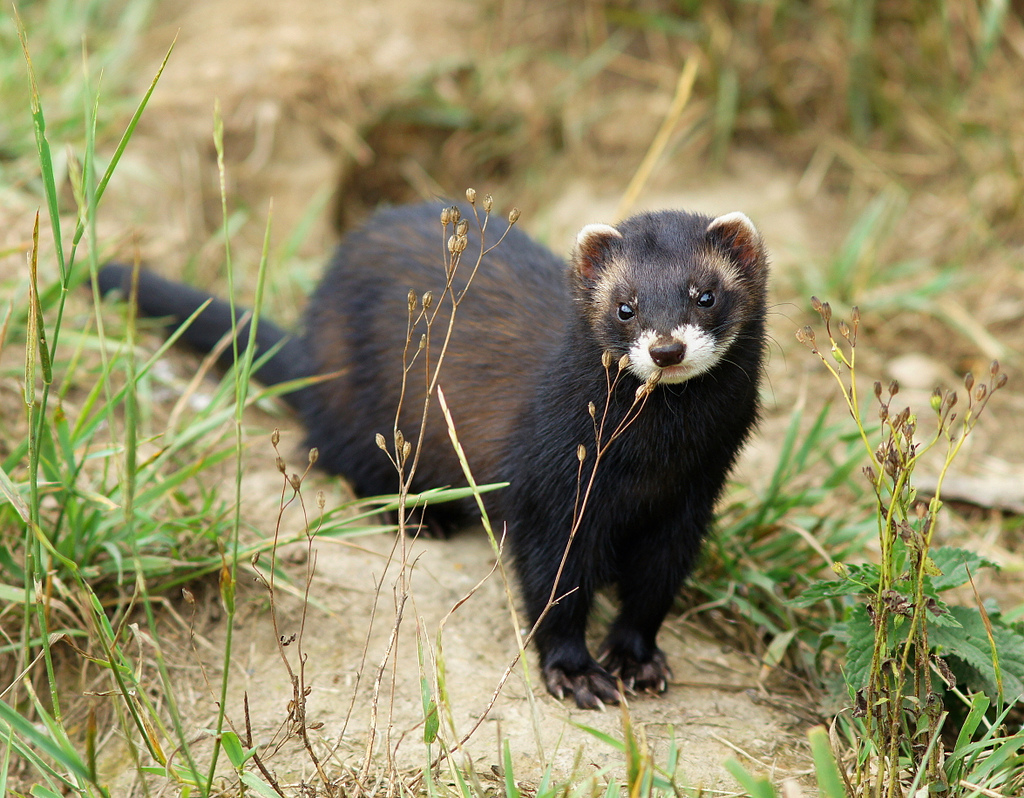
Puzzola
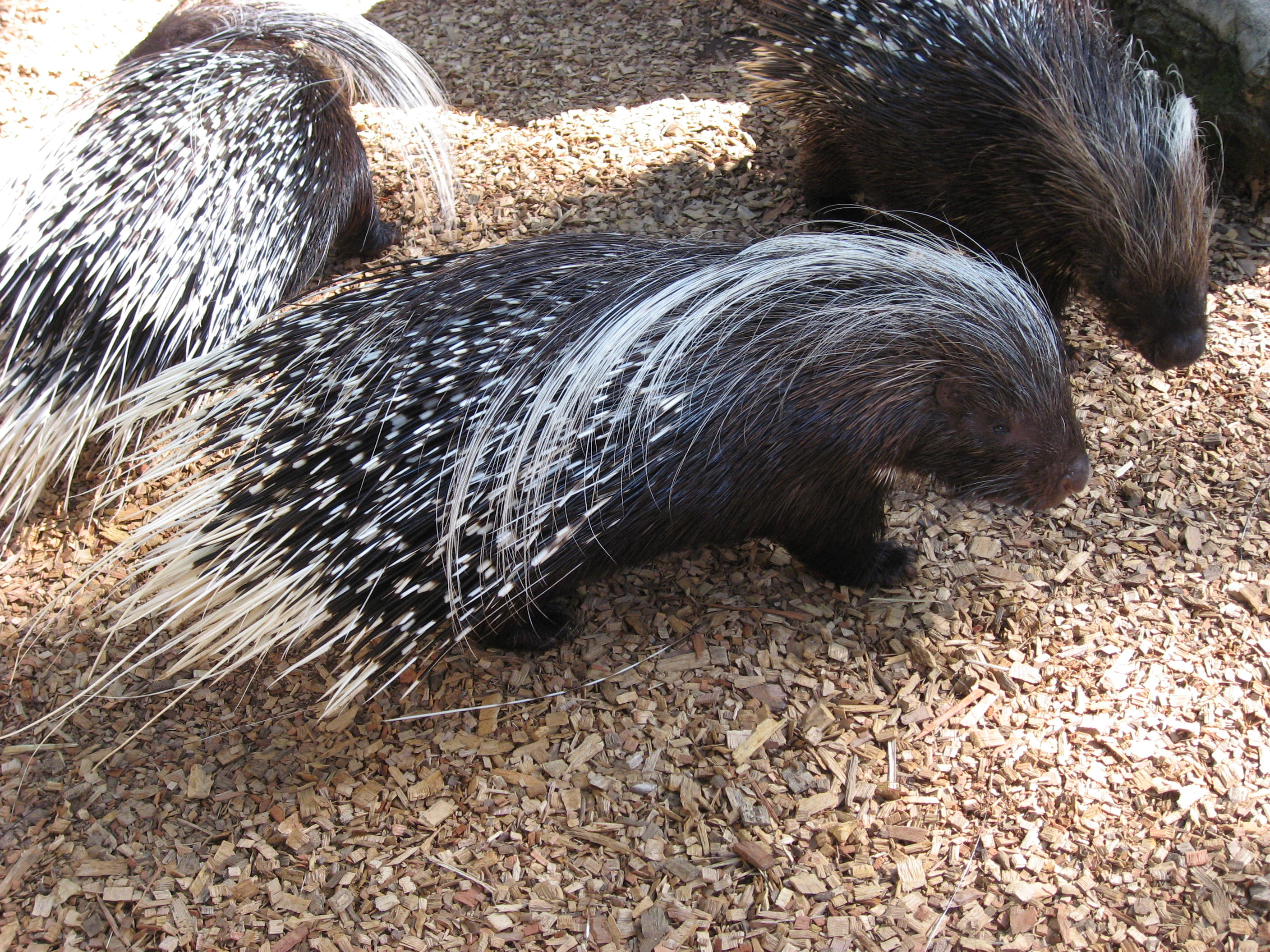
Istrice
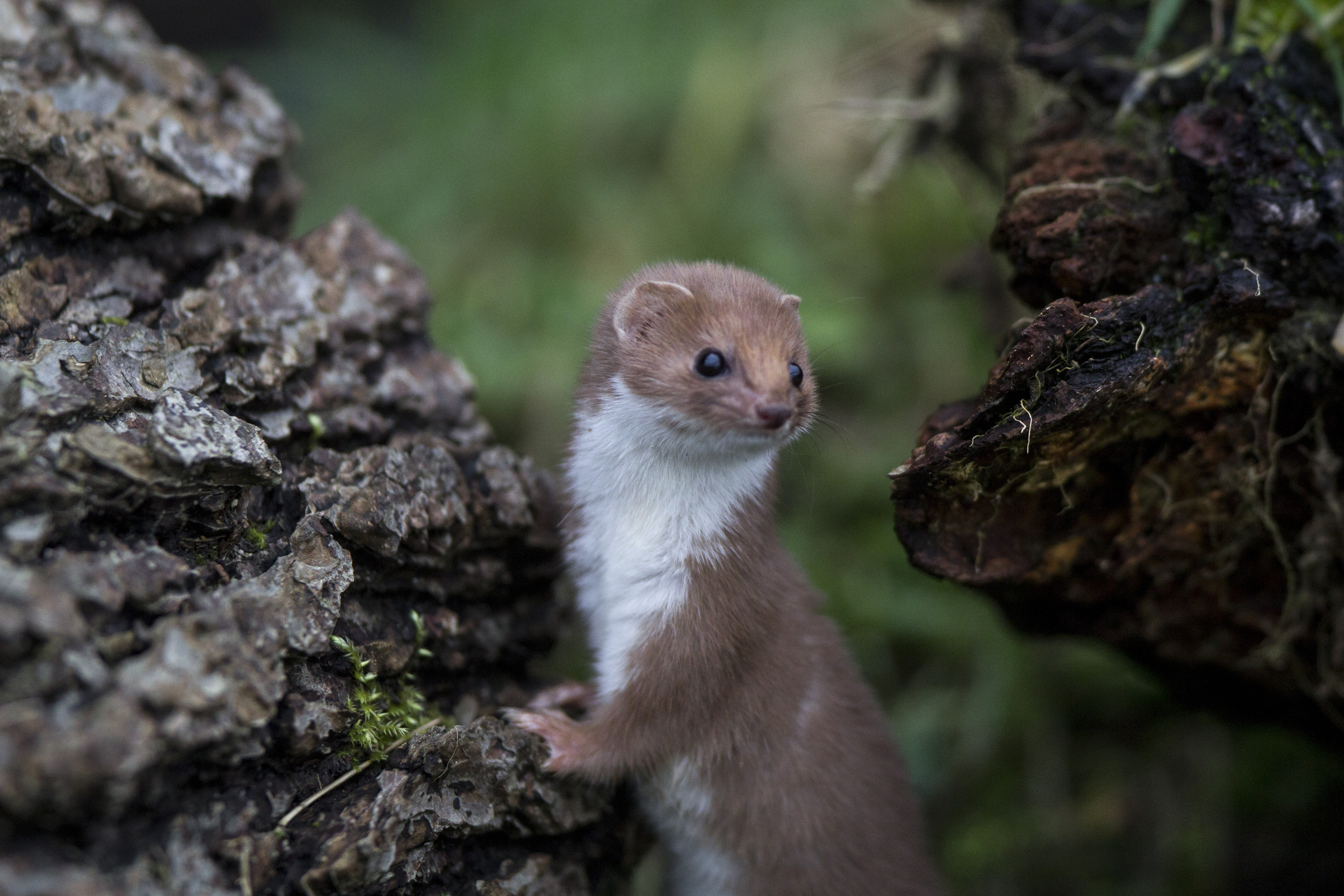
Donnola

### Uccelli
Nella zona nidificano circa 60 specie di uccelli tutelati dalle Direttive Uccelli e Habitat. Diverse specie frequentano i boschi radi, aridi e con ampie radure con esposizione soleggiata, come la Tottavilla (Lullula arborea), l’Averla piccola (Lanius collurio) e il Succiacapre (Caprimulgus europaeus). Nel sito si trovano, inoltre, il Lodolaio eurasiatico (Falco subbuteo), il Rondone (Apus apus), il Fanello comune (Linaria cannabina), il Picchio rosso maggiore (Dendrocopos major), la Ghiandaia (Garrulus glandarius), la Quaglia comune (Coturnix coturnix) e il Fagiano comune (Phasianus colchicus).

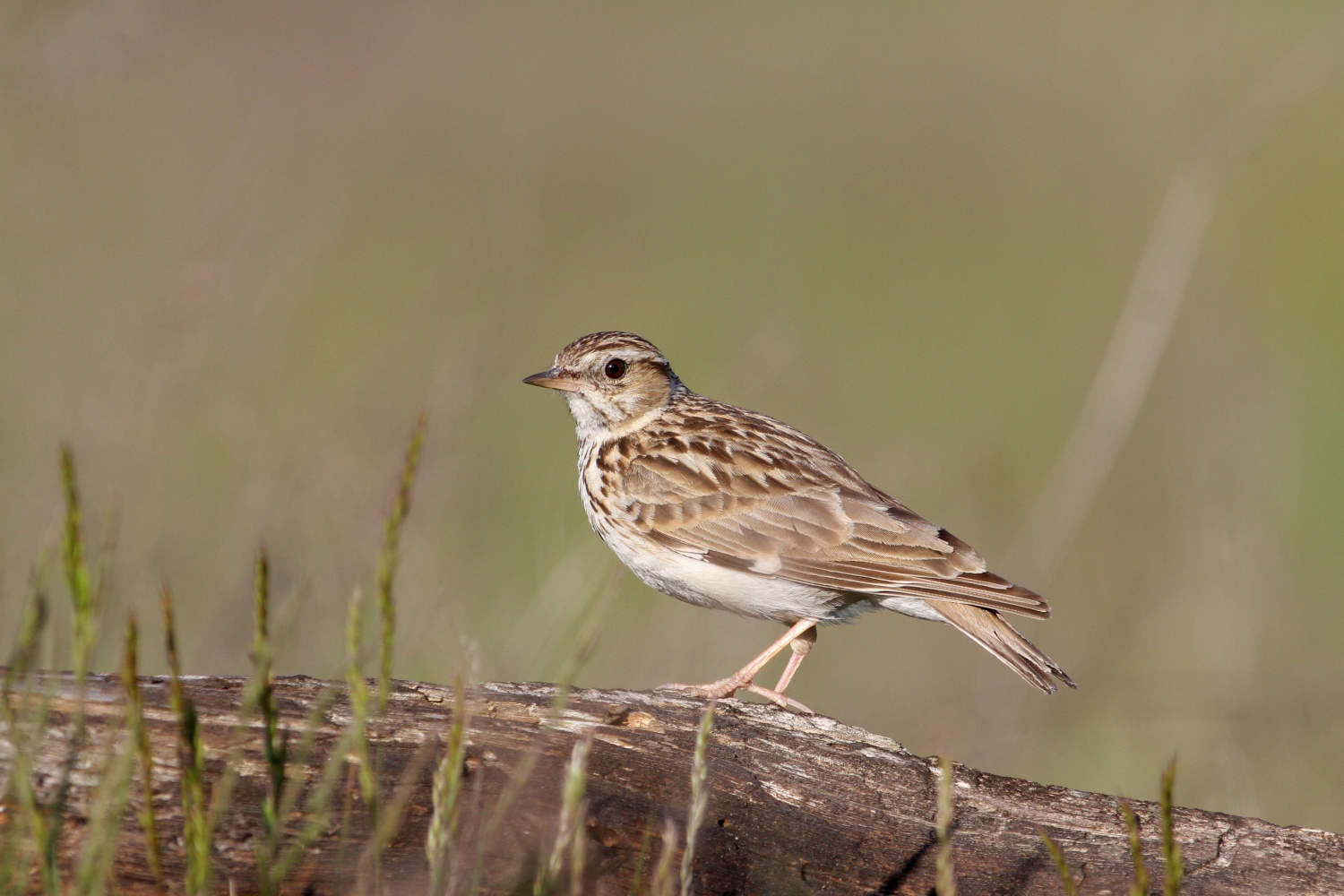
Tottavilla
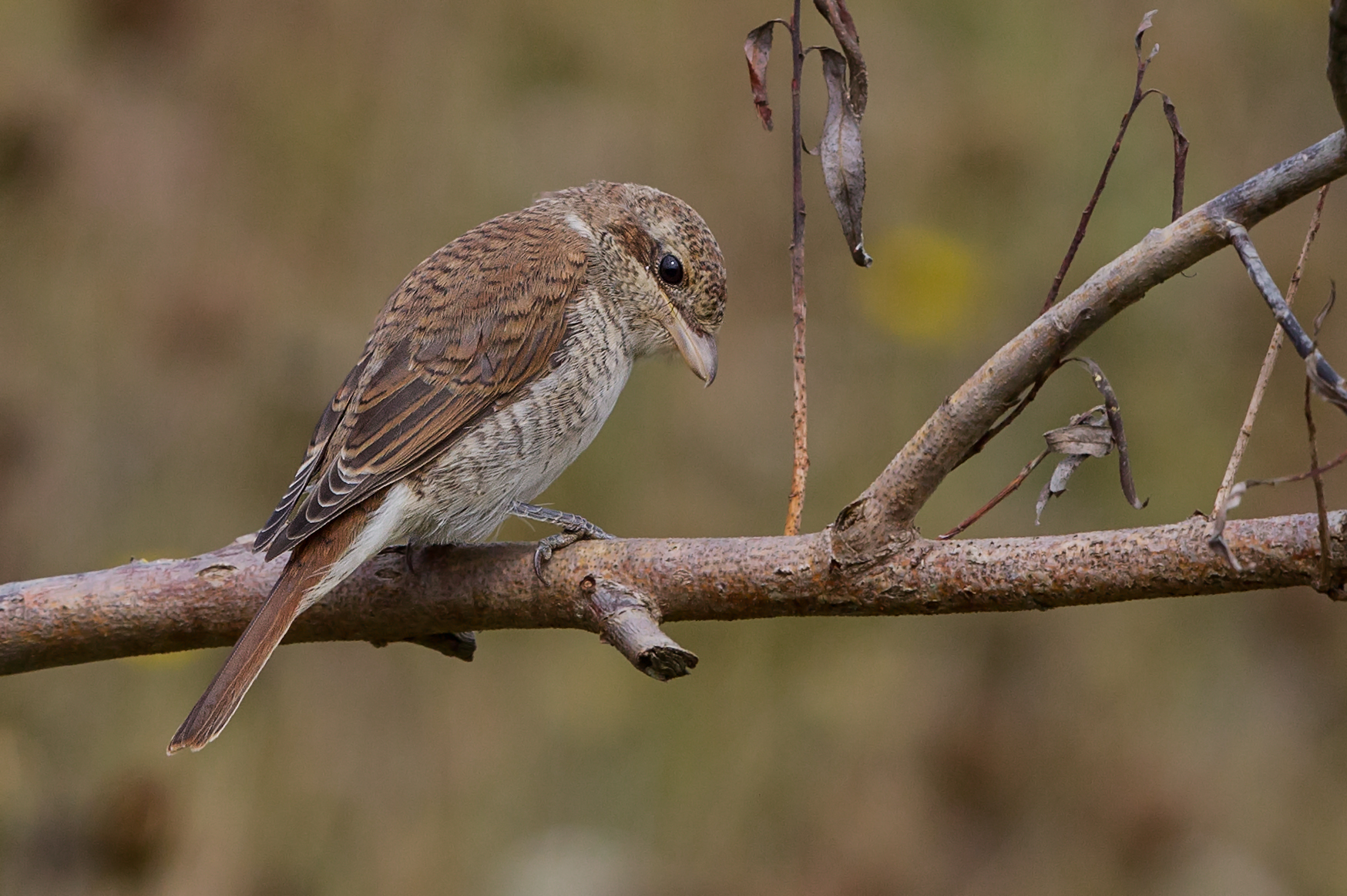
Averla piccola
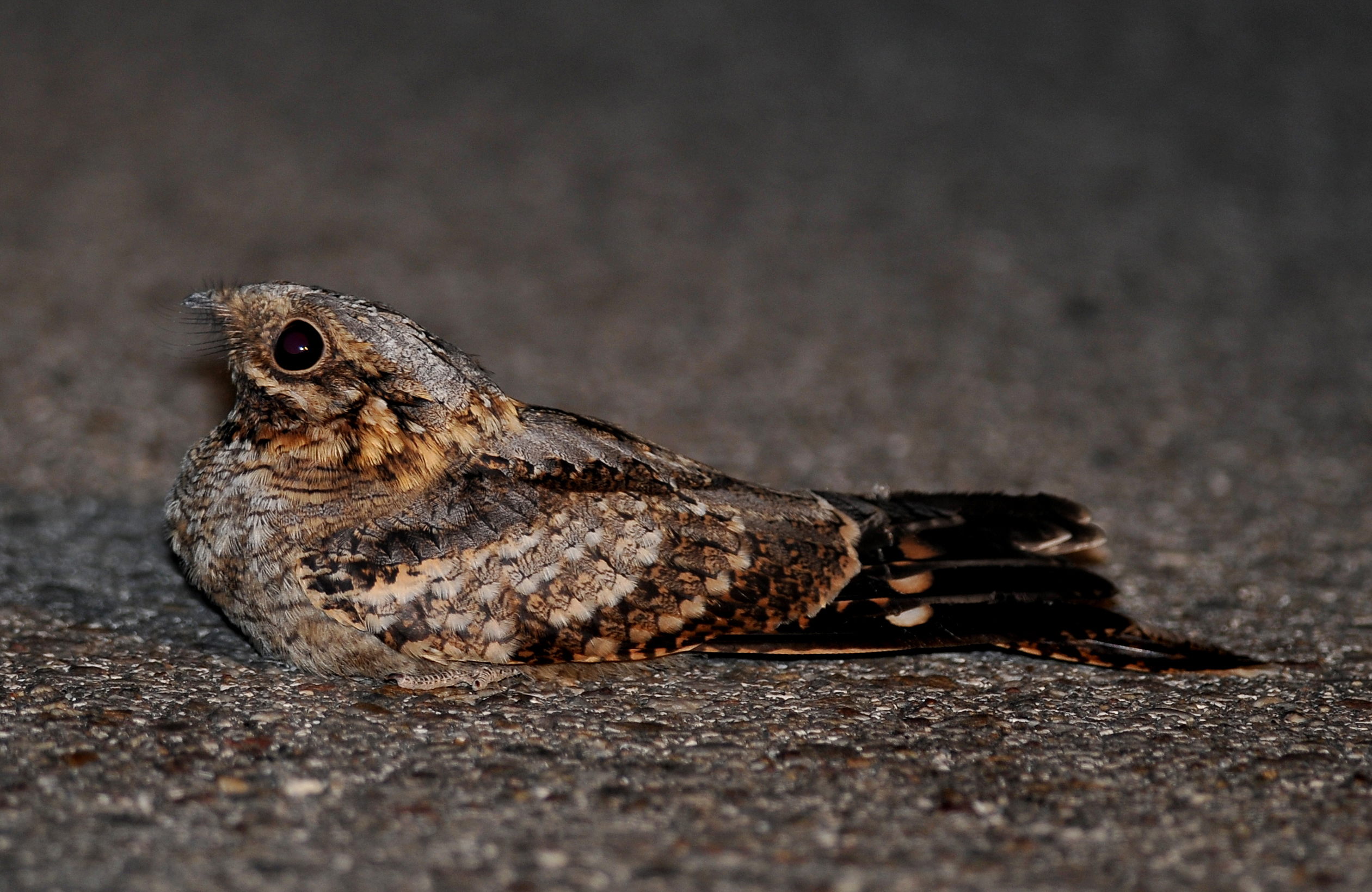
Succiacapre
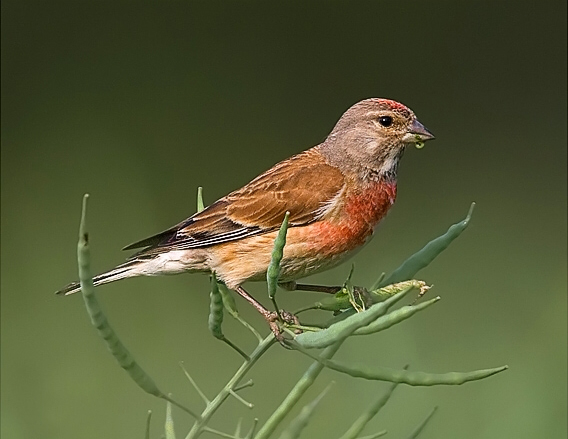
Fanello comune
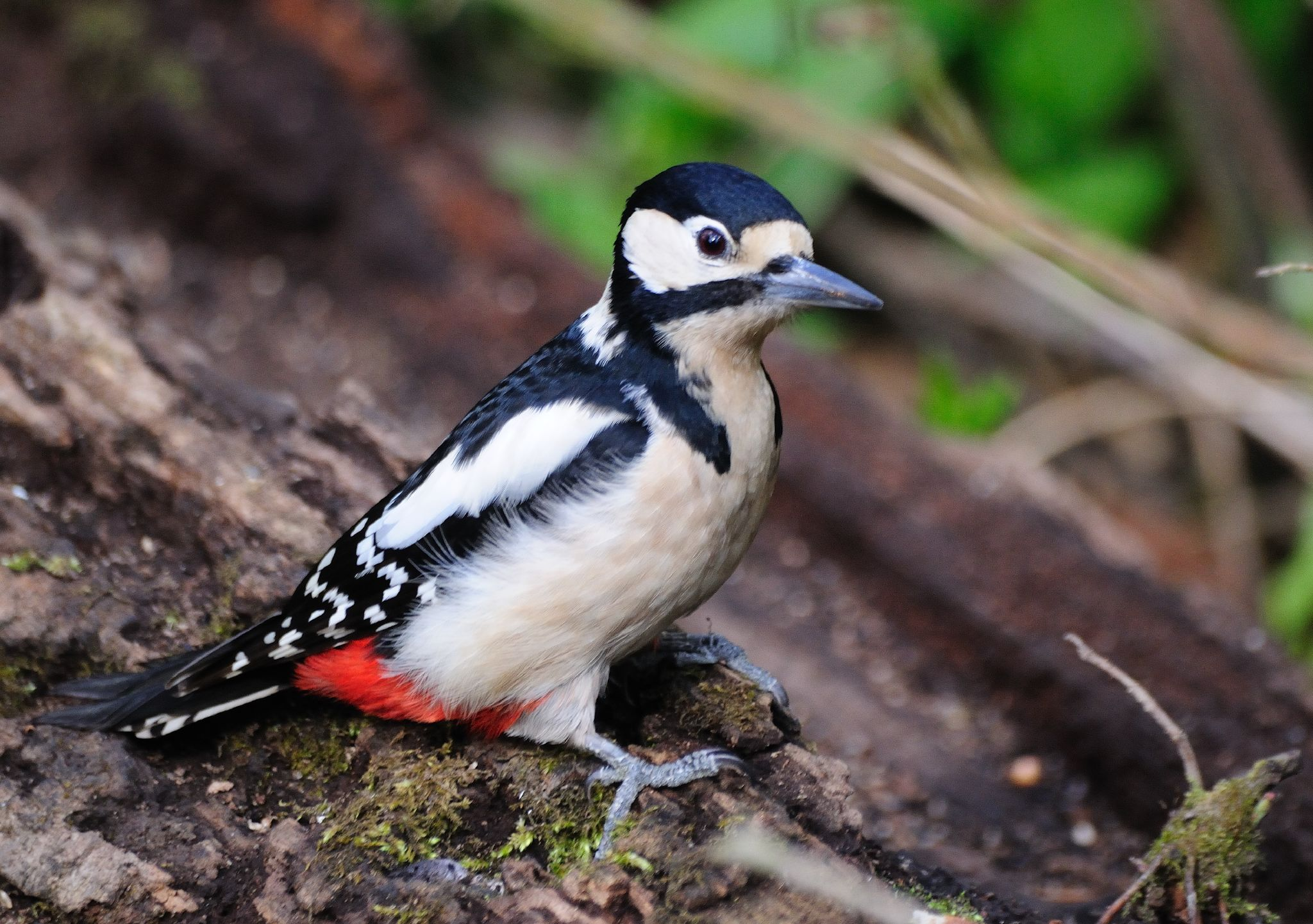
Picchio rosso maggiore
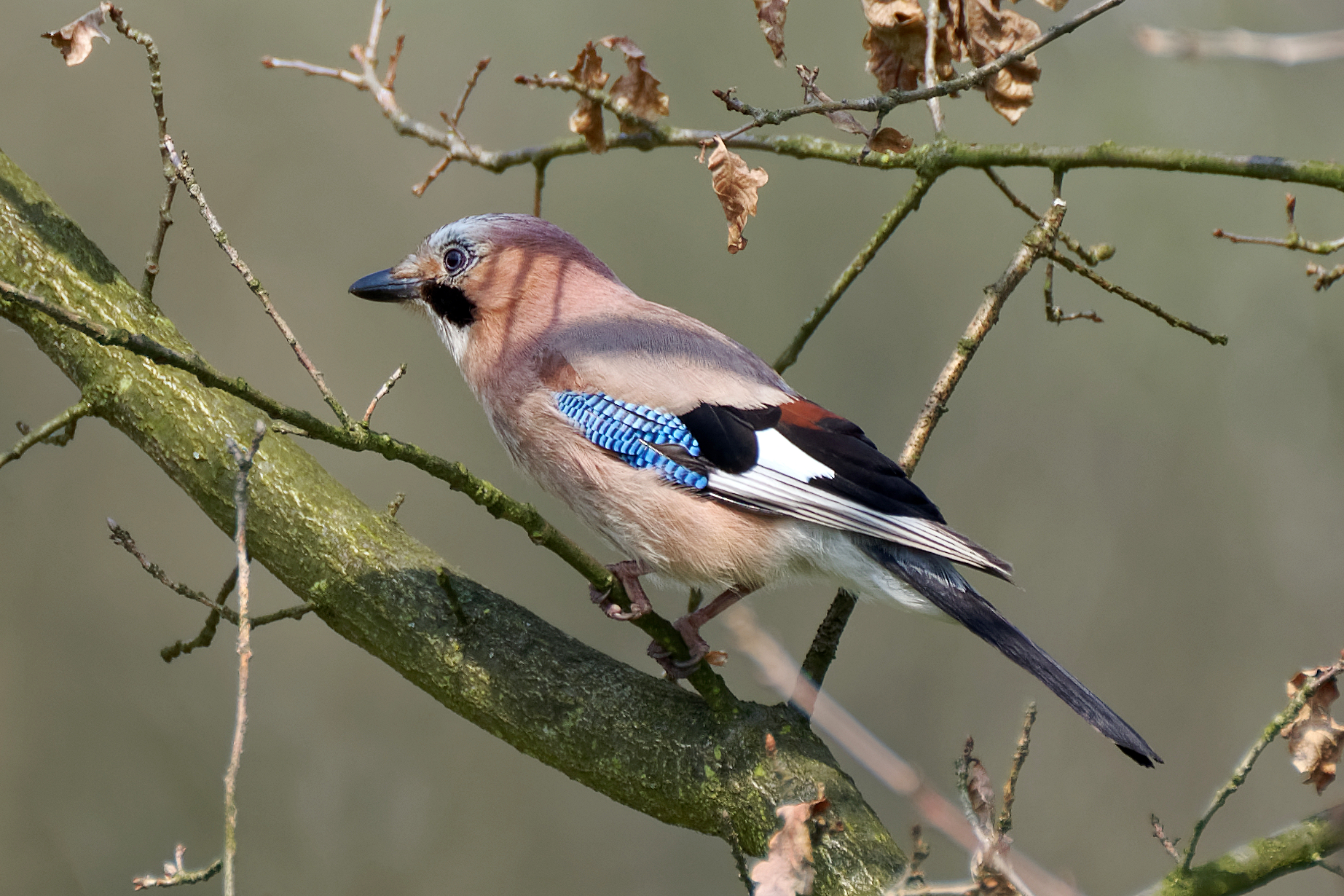
Ghiandaia
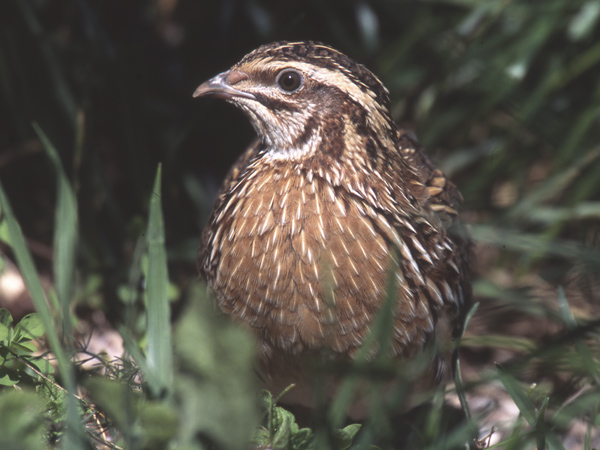
Quaglia comune
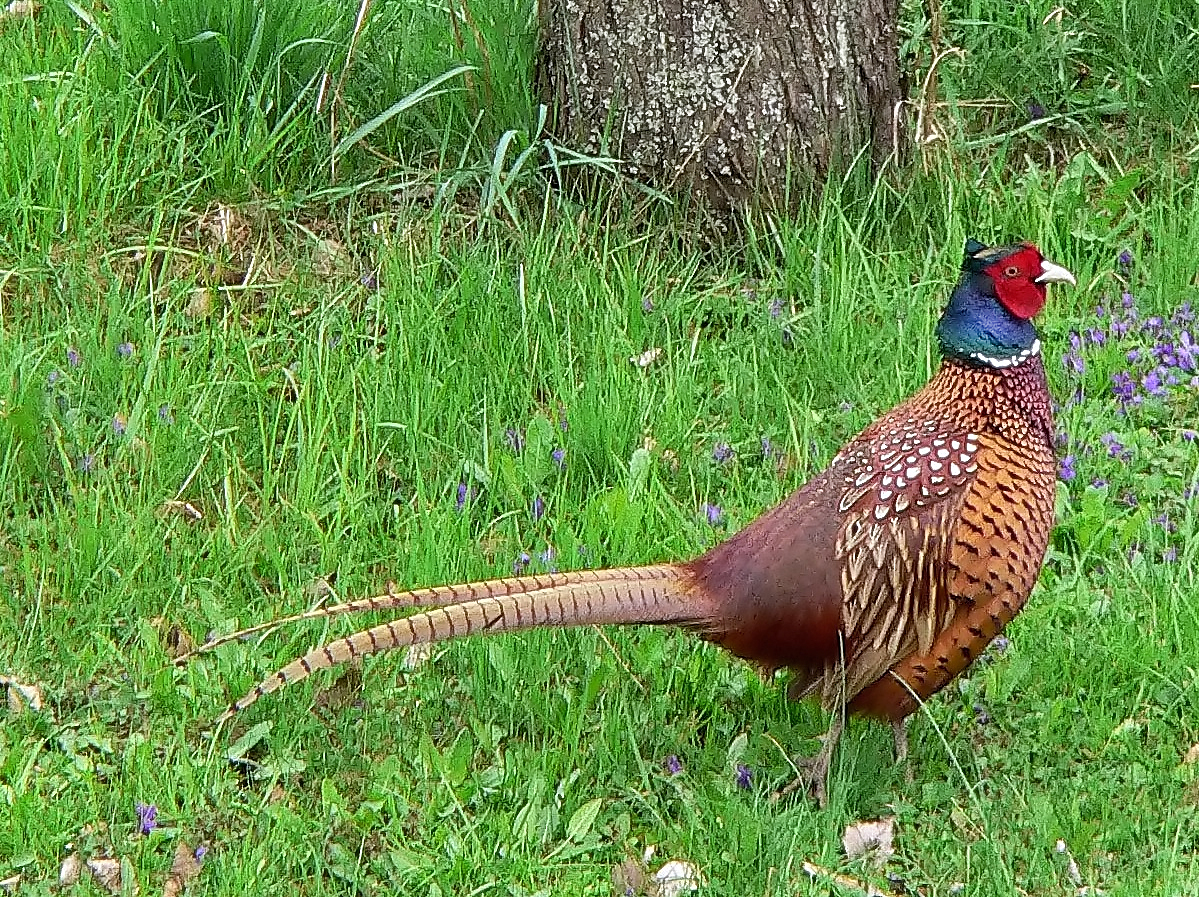
Fagiano comune
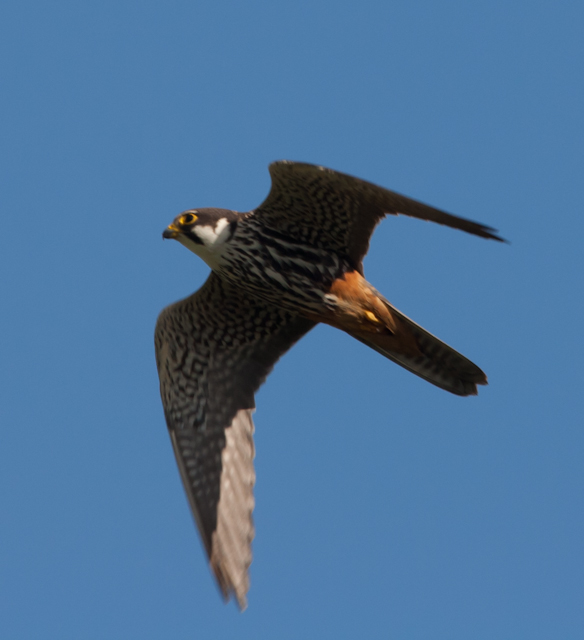
Lodaiolo
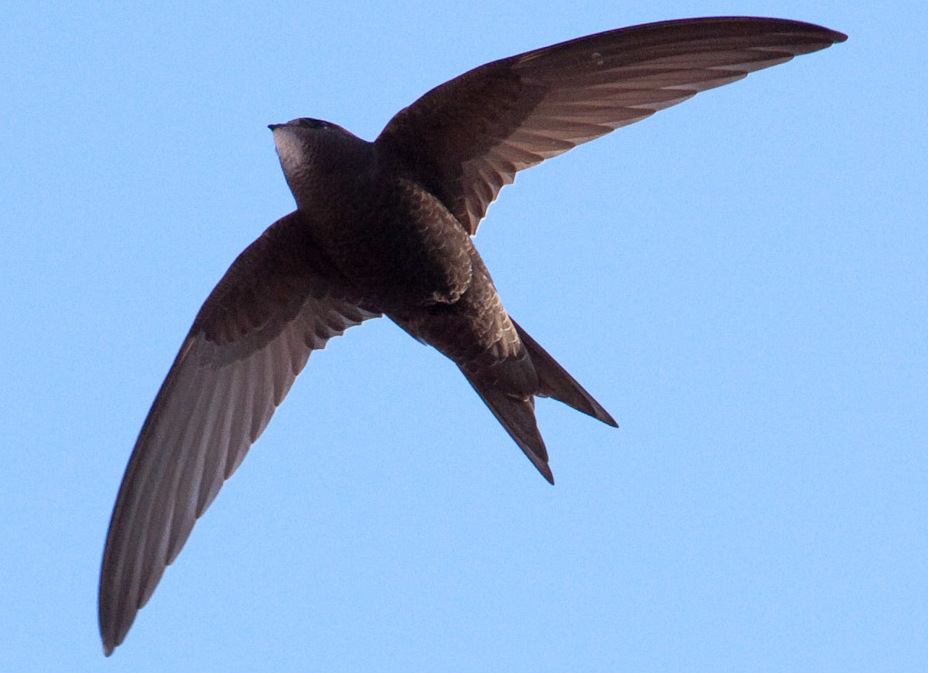
Rondone

## Gestione
Le Misure di Conservazione del sito Fiume Tescio (parte alta), adottate dalla Regione Umbria, sono volte in particolare alla conservazione della biodiversità e alla tutela degli habitat e delle specie presenti nel sito Natura 2000. Le Misure hanno l’obiettivo di ridurre gli interventi di trasformazione e semplificazione ambientale attraverso la regolamentazione in particolare delle attività selvi-colturali e agricole. Inoltre, per ridurre il disturbo umano sugli habitat individuati e sulle specie presenti nel sito, sono state regolamentate sia le attività di realizzazione di strutture e infrastrutture, sia le attività di fruizione delle aree oggetto di tutela. Le Misure di Conservazione sono armonizzate con il Regolamento del Parco regionale del Monte Subasio.